# Iodate

L'anion iodate.

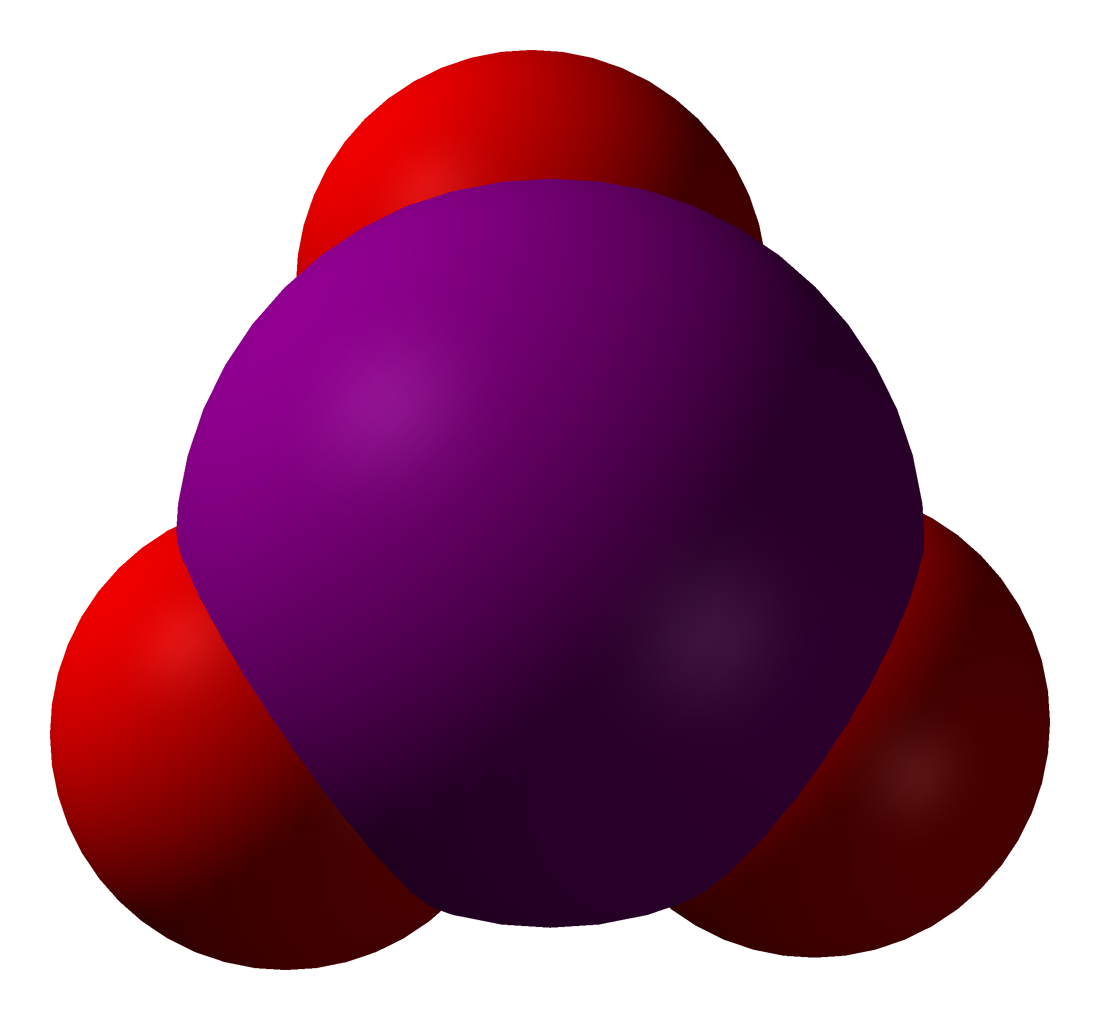
Modèle tridimensionnel de l'ion.

Un iodate est un composé chimique contenant l'anion iodate, de formule brute IO3−. Cet anion est la base conjuguée de l'acide iodique HIO3, et les iodates sont les sels de cet acide. L'anion IO3− a une configuration pyramidale à base triangulaire, l'atome d'iode étant lié à trois atomes d'oxygène.
On peut produire un iodate en réduisant un periodate IO4− avec un thioester R–S–R’, réaction qui produit un sulfoxyde R–SO–R’.
L'iodate de sodium NaIO3, l'iodate d'argent AgIO3 et l'iodate de calcium Ca(IO3)2 sont des exemples d'iodates. Ces derniers ressemblent aux chlorates, avec de l'iode à la place du chlore.
En milieu acide, il se forme de l'acide iodique HIO3. 